# سورن اسپانینگ
سورن اسپانینگ (انگلیسی: Søren Spanning؛ زادهٔ ۳۰ مه ۱۹۵۱ – درگذشته ۱۲ فوریه ۲۰۲۰) هنرپیشه اهل کشور دانمارک بود.
از فیلم‌هایی که وی در آن نقش داشته است می‌توان به یک رابطه سلطنتی اشاره کرد.